# Tecuala (kommun)
Tecuala är en kommun i Mexiko.   Den ligger i delstaten Nayarit, i den centrala delen av landet, 700 km väster om huvudstaden Mexico City.
Följande samhällen finns i Tecuala:
- Tecuala
- San Felipe Aztatán
- La Presa
- El Limón
- Atotonilco
- Pajaritos
- Antonio R. Laureles
- Agua Verde
- El Roblito
- La Puntilla
- Guamuchilito